# Багран
Багран е бивше село в Егейска Македония, Гърция, на територията на дем Костур, област Западна Македония.

## География
Селото е било разположено на 2 километра южно от Горно Дреновени.

## История
Селото се смята, че е изоставено в размирното време в края на XVIII век при конфликта на Али паша Янински и други албански феодали с централната власт. Жителите на селото и на околните по-малки селища бягат и в търсене на по-голяма сигурност основават село Горно Дреновени.